# Eric Qvillén
Eric Qvillén, född 1740 i Linköpings domkyrkoförsamling, död 12 januari 1801 i Linköpings domkyrkoförsamling, var en svensk tapetmakare och målare i Linköping.

## Biografi
Qvillén bodde på Sankt Pers kvarter 64 i Linköping. Han avled 12 januari 1801 i Linköping av benröta.

### Familj
Qvillén gifte sig 22 augusti 1784 med Anna Margareta Mellander (född 1761). De fick tillsammans barnen Maria Elisabet (född 1789) och Anders Eric (född 1792).

## Tapetmakeri
Eric Qvillén fick 1773 hallrättens tillstånd att inrätta ett tapetmakeri.

### Produktion
| År   | Tapeter (alnar) | Värde (summa)          |
| ---- | --------------- | ---------------------- |
| 1774 | 224             | 37,13 daler kopparmynt |
| 1784 | 600             | 16,32 daler kopparmynt |
| 1798 | 150             | 6,12 daler kopparmynt  |
| 1799 | 421             | 17,26 daler kopparmynt |
| 1800 | -               | -                      |
| 1801 | 250             | 14,44 daler kopparmynt |